# Actinarctus lyrophorus
Actinarctus lyrophorus är en djurart som tillhör fylumet trögkrypare, och som beskrevs av Jeanne Renaud-Mornant 1979. Actinarctus lyrophorus ingår i släktet Actinarctus och familjen Halechiniscidae. Inga underarter finns listade i Catalogue of Life.